# Oncidium martinezii
Oncidium martinezii är en orkidéart som beskrevs av Willibald Königer. Oncidium martinezii ingår i släktet Oncidium och familjen orkidéer. Inga underarter finns listade i Catalogue of Life.